# هلموت نول
هلموت نول (آلمانی: Helmut Noll; ۲۷ ژوئن ۱۹۳۴ – ۲۷ نوامبر ۲۰۱۸) قایقران روئینگ اهل آلمان بود.
وی همچنین برندهٔ جوایزی همچون برگ بوی نقره‌ای شده‌است.